# مثنى أمين
الدكتور مثنى أمين هو سياسي عراقي كردي، ولد في حلبجة في محافظة السليمانية، وهو عضو في الاتحاد الإسلامي الكردستاني.
حاصل على الماجستير والدكتوراه في الفلسفة الإسلامية، والماجستير والدبلوم العالي في العلوم السياسية في تخصص العلاقات الدولية، وكان أستاذا جامعيا في جامعة السليمانية قبل ان يتفرغ لمنصب رئيس كتلة الاتحاد الإسلامي الكردستاني في مجلس النواب العراقي للفترة من عام 2014 إلى 2018.
عمل في القاهرة مستشارا لقضايا المرأة والطفل ثلاث سنوات في اللجنة الإسلامية العالمية للمرأة والطفل. كما عمل في الكويت باحثا مختصا ومحاضرا ومدربا في المركز العالمي للوسطية في الكويت مدة ثلاث سنوات.
ويشغل عضوية المجلس القيادي للاتحاد الإسلامي الكوردستاني، وعضو الاتحاد العالمي لعلماء المسلمين.
والى جانب اللغة الكردية يجيد اللغة العربية بطلاقة، بالإضافة إلى اللغة الإنجليزية.
كان المرشح الأبرز في قائمة الاتحاد الإسلامي الكردستاني عن محافظة السليمانية في الانتخابات التشريعية العراقية عام 2018.
ورد اسمه ضمن المترشحين لمنصب رئيس جمهورية العراق في أيلول 2018.